# Глиця (річка)
Глиця — річка в Україні, у Погребищенському районі Вінницької області. Права притока Росі (басейн Дніпра).

## Опис
Довжина річки 6,6 км, площа басейну - 16,7 км². Формується з багатьох безіменних струмків та водойм.

## Розташування
Бере початок у сілі Довжок. Тече переважно на північний схід і у Спичинцях впадає у річку Рось, праву притоку Дніпра за 337 км від її гирла.
Річку перетинає автомобільна дорога Т 0236.